# عبدالله المری
عبدالله المری (انگلیسی: Abdullah Al-Marri؛ زادهٔ ۳ ژوئن ۱۹۹۵) یک ورزشکار است.